# Paul Carrey
Pour les articles homonymes, voir Carrey.
Paul Carrey, né le 7 mai 1865 à Cannes et mort à Paris 14e le 20 décembre 1924, est un illustrateur, peintre et affichiste français. 
Son œuvre abondant n'a pas encore fait l'objet d'un inventaire, et offre une riche iconographie de l'armée française à la Belle Époque.

## Biographie
Engagé volontaire pour cinq ans en 1886, Carrey passe dans la disponibilité de l'armée active en 1889 « étant devenu fils aîné de veuve » et s'installe à Paris. Il produit notamment des illustrations destinées à la littérature de jeunesse, pour la maison Quantin, à partir des années 1890 et pour quelques histoires courtes de Arthur Conan Doyle, et ensuite collabore durablement avec les périodiques illustrés comme La Revue illustrée (1890-1903), Les Annales (1904), Le Petit Journal illustré (1898), Excelsior, La Science et la Vie (dès 1913), Le Miroir (1914-1915), et surtout Le Petit Parisien, dès 1903 (il donne à l'administration militaire son adresse au journal). Pendant la Grande Guerre, ses dessins sont reproduits sur des cartes postales.
Dans son édition du 22 décembre 1924, Le Petit Parisien fait part du décès de son collaborateur Paul Carrey, « du service artistique ».

## Œuvres

### Affiches

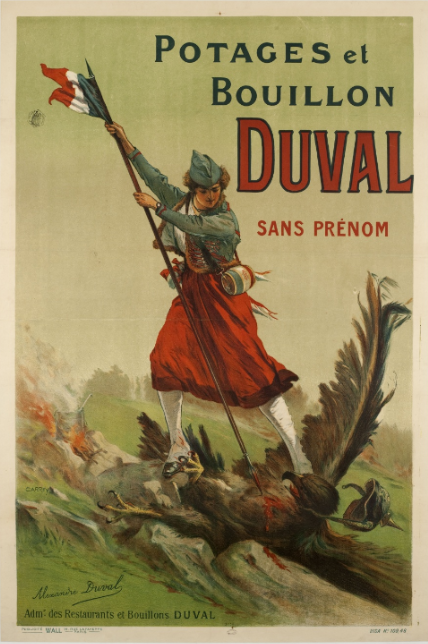
Potages et Bouillon Duval, affiche lithographiée (1918).

- [1897] : Chocolat Émile Meunier. Avec primes, Paris, affiches Belleville[6].
- [1903] : Les Dernières Cartouches, pièce de Jules Mary et Émile Rochard, Théâtre de l'Ambigu-Comique, 160 x 121 cm[7].
- [1908] : Le Petit Parisien. La Goutte de sang. Grand roman inédit par Jules Mary, 60 x 44 cm[8].
- [1915] : Le Petit Parisien. L'Espionne de Guillaume, histoire de l'avant-guerre par Aristide Bernède, 45 x 62 cm.
- [1916] : Le Petit Parisien. Sur les routes sanglantes récit de la grande guerre par Jules Mary, 45 x 62 cm.
- [1918] : Potages et bouillon Duval sans prénom. Alexandre Duval, administrateur des restaurants et bouillon Duval, 118 x 78 cm[9].
- [1918-1919] : Les Combattants de la Grande Guerre [...] La vérité toute nue [...] "Jusqu'au bout!" Le Journal des Combattants, Imprimerie Finet, 61 x 80 cm.

### Dessins de presse

#### Galerie

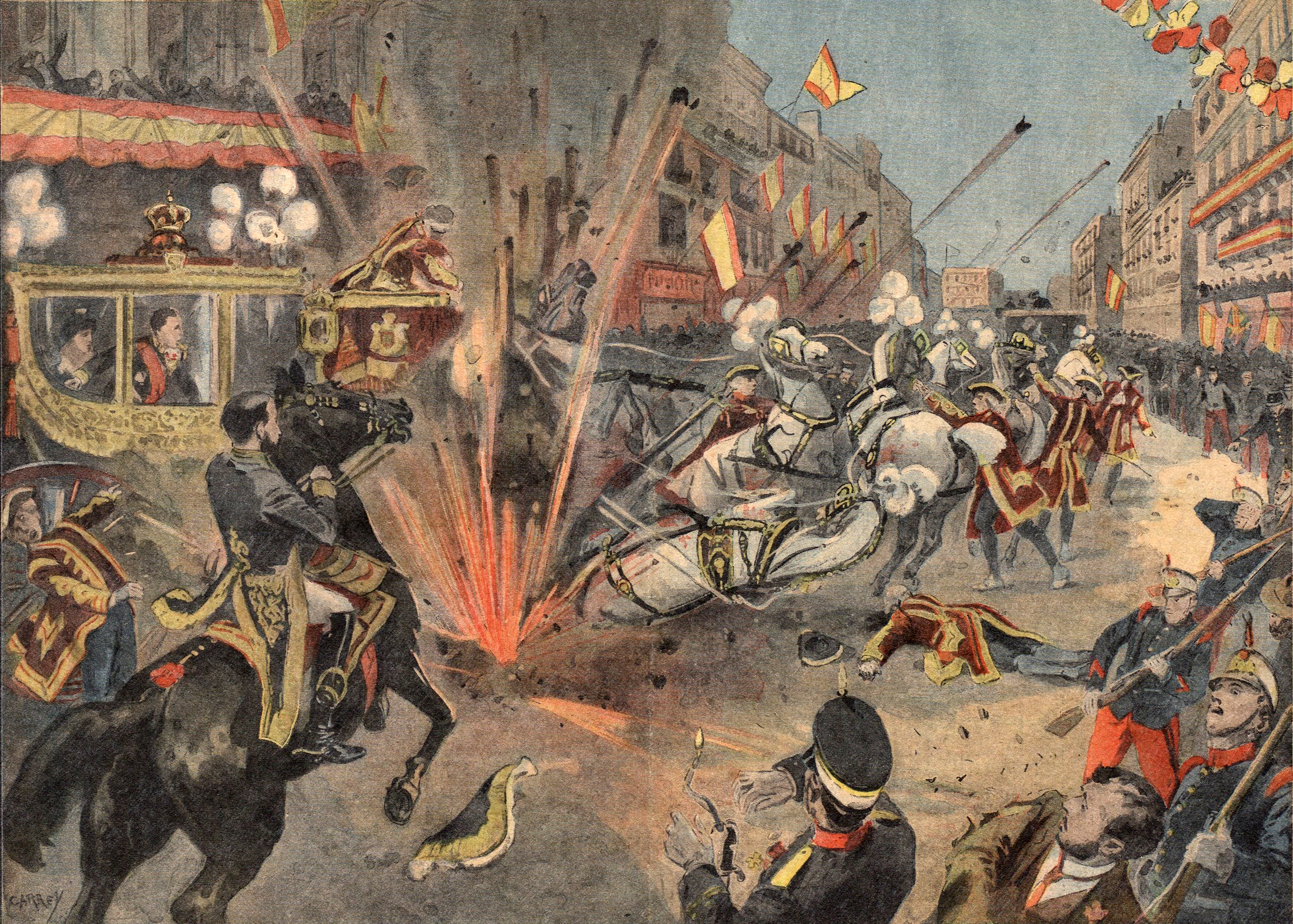
Le Mariage du Roi d'Espagne. Épouvantable attentat anarchiste. Vingt morts. Cent blessés : illustration pour Le Petit Parisien (17 juin 1906).
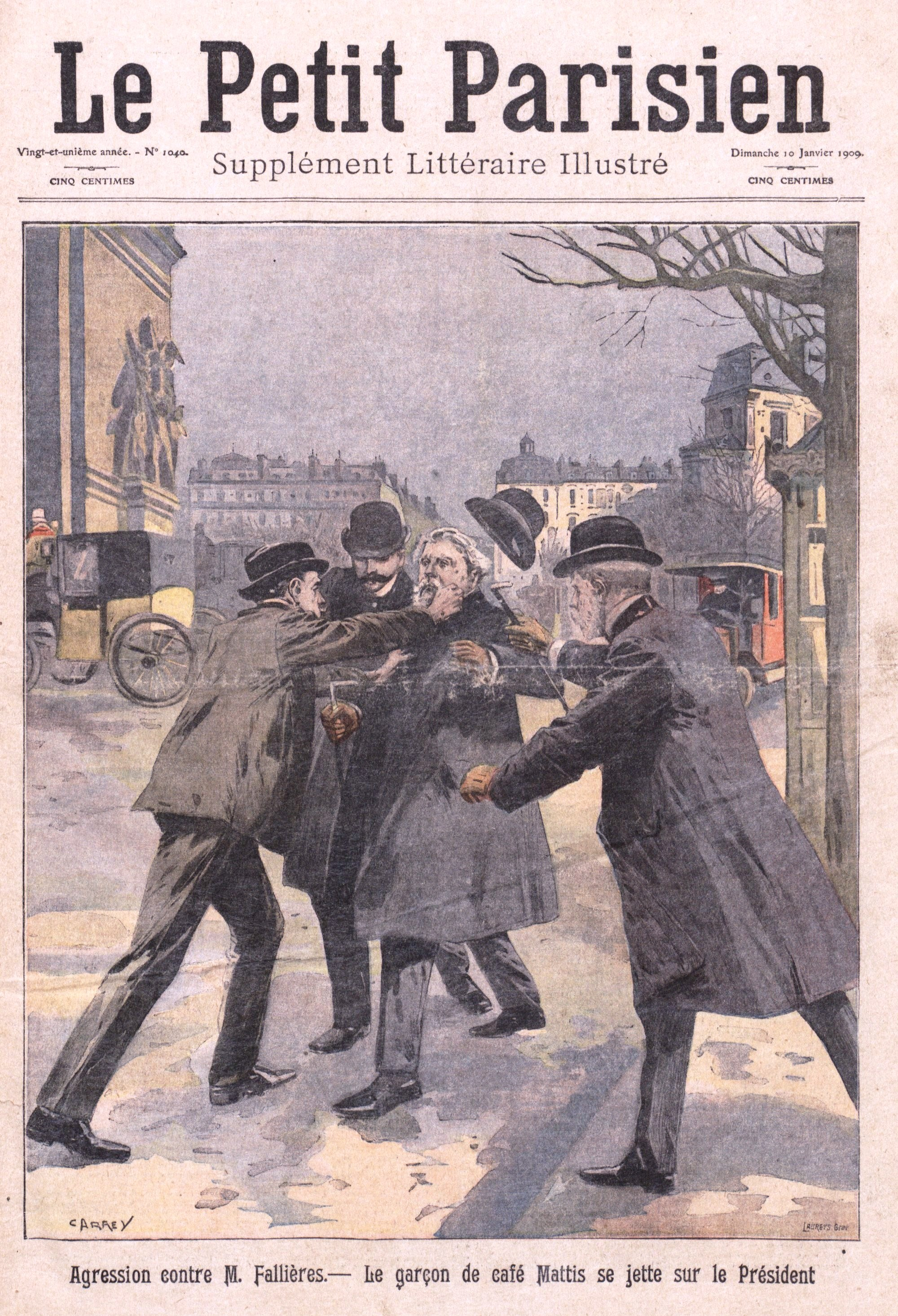
« Agression contre Armand Fallières », une du Petit Parisien, 10 janvier 1909.
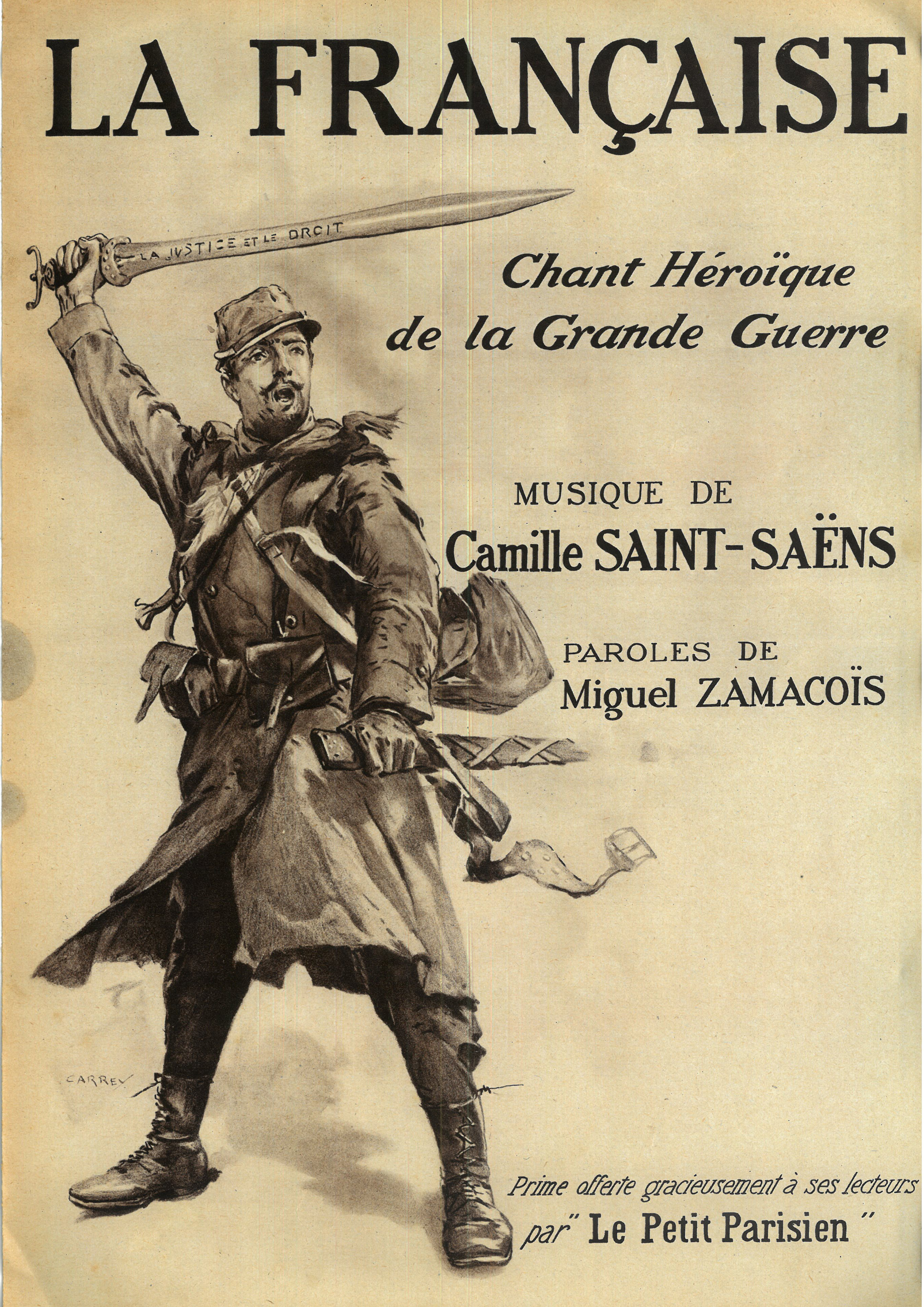
Couverture du supplément illustré offert aux lecteurs du Petit Parisien.
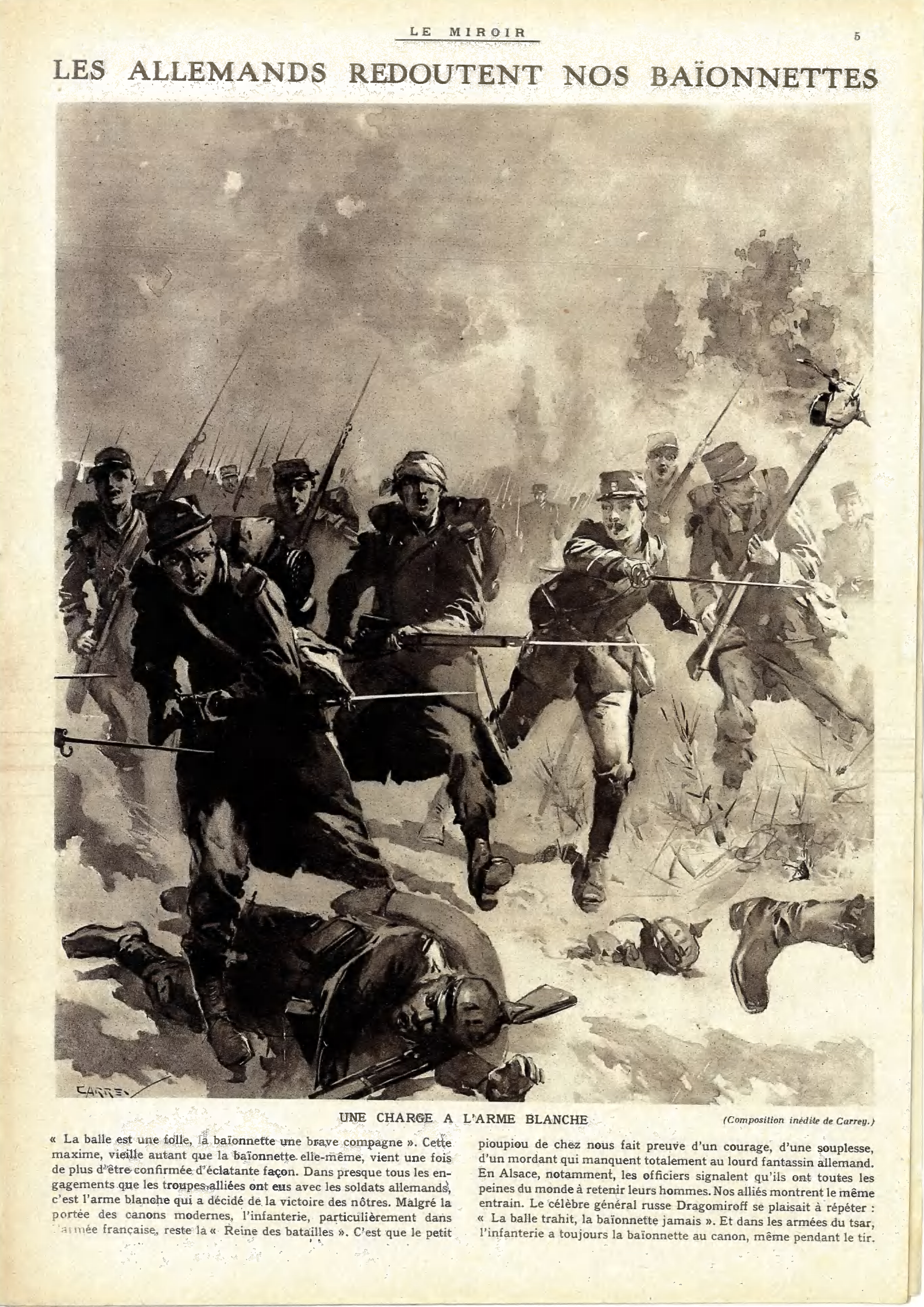
Illustration pour le no 39 du Miroir (23 août 1914).
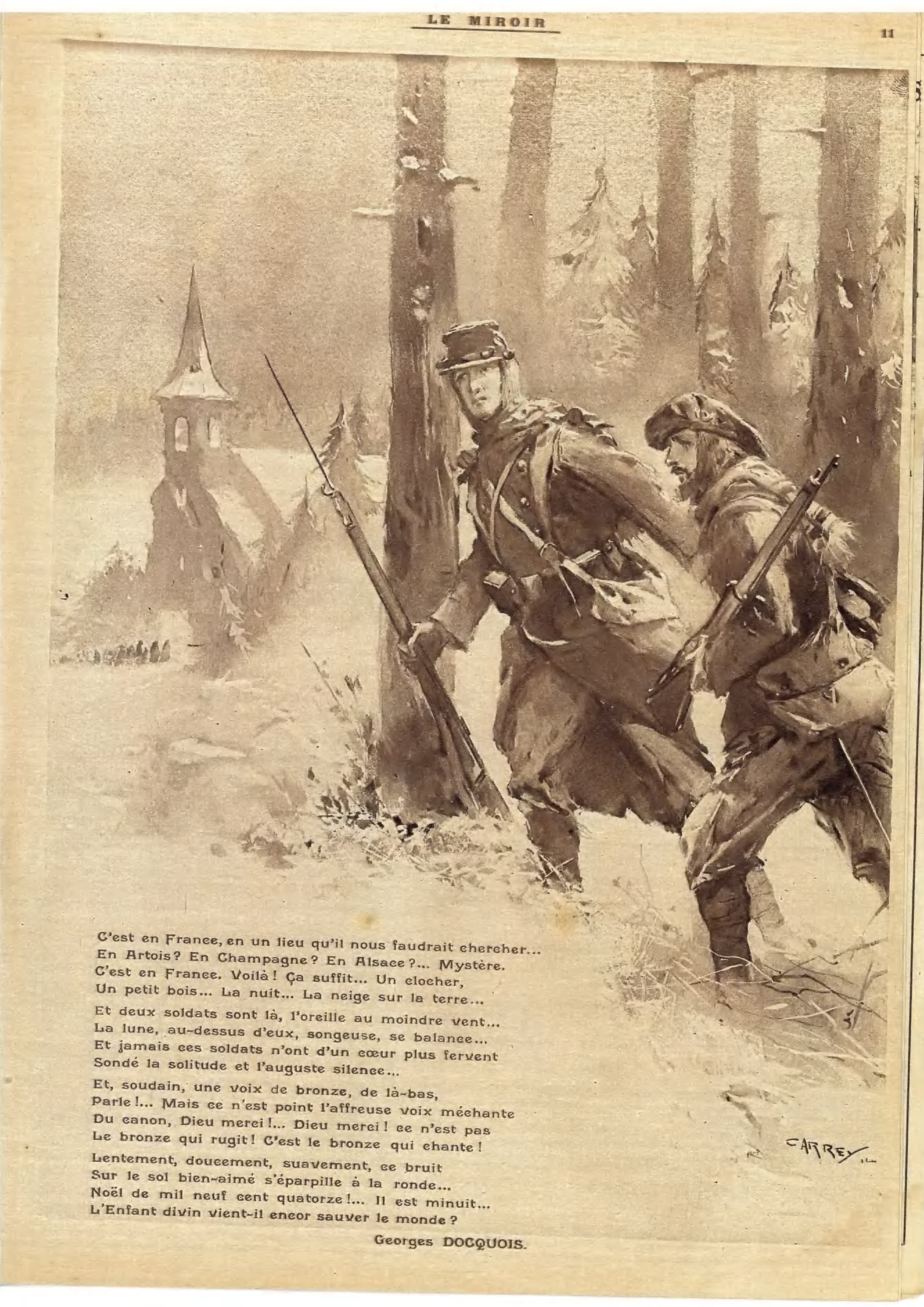
Illustration pour le numéro de Noël 1914 du Miroir.
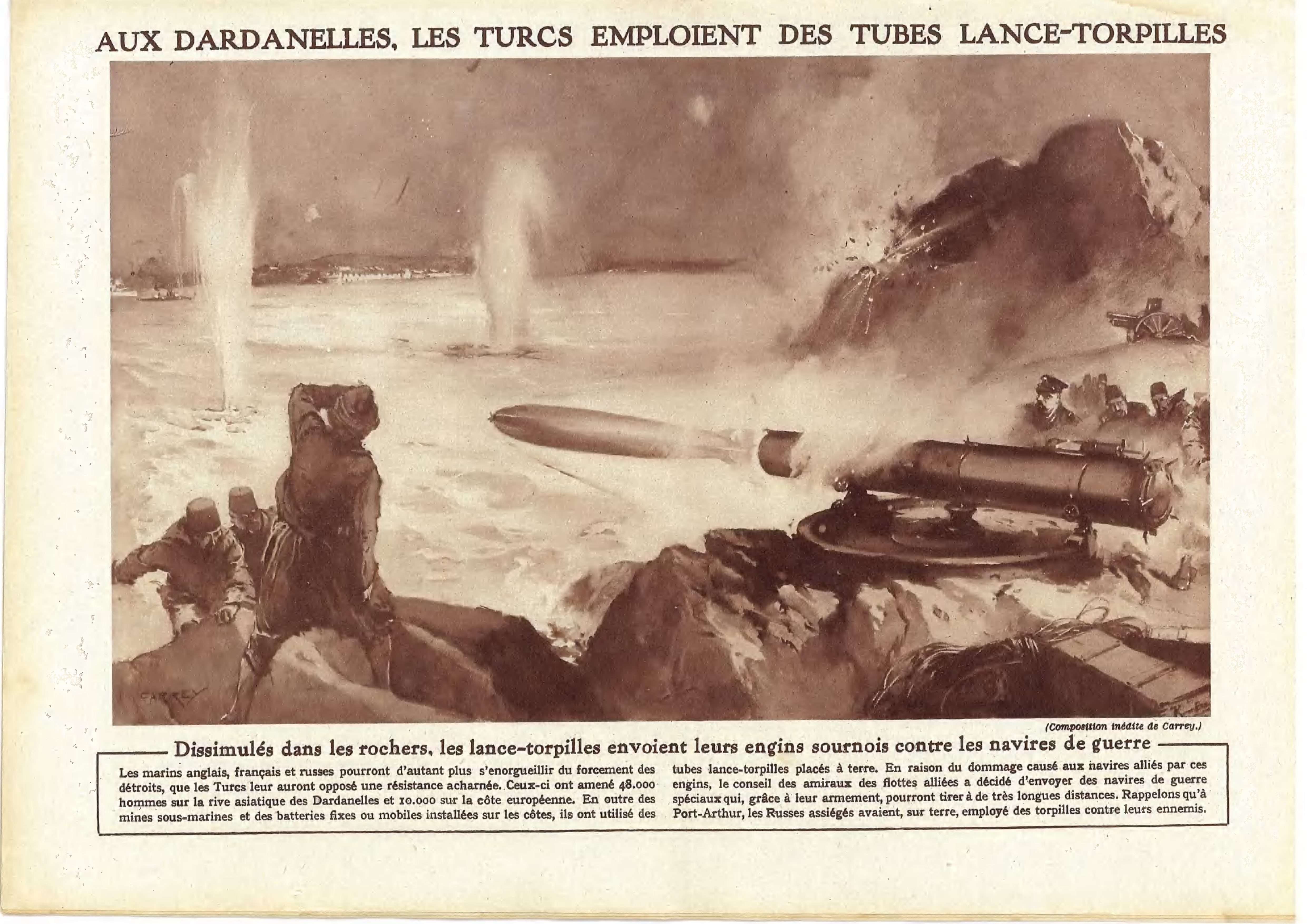
Illustration pour le no 72 du Miroir.
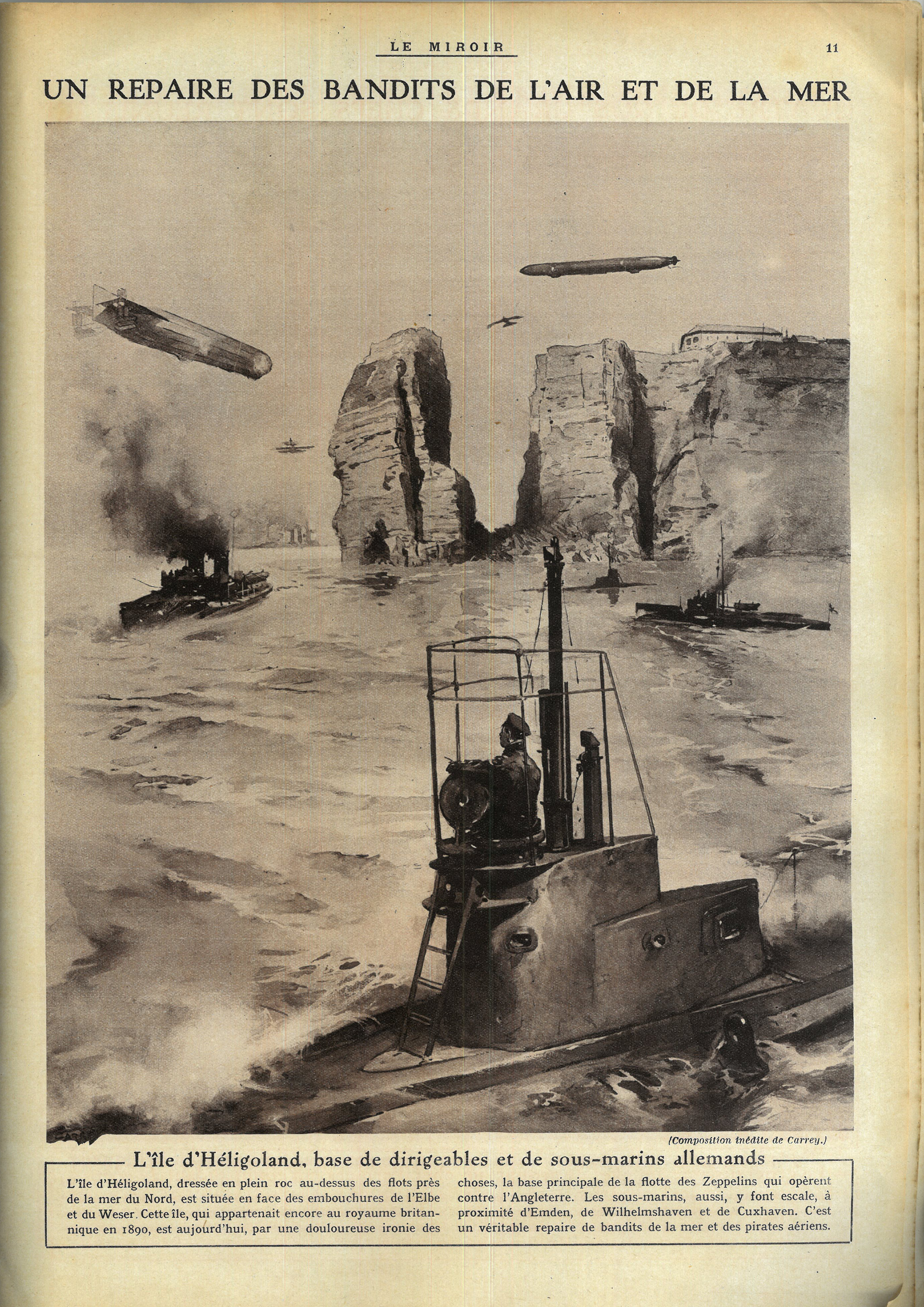
Illustration pour le no 75 du Miroir.
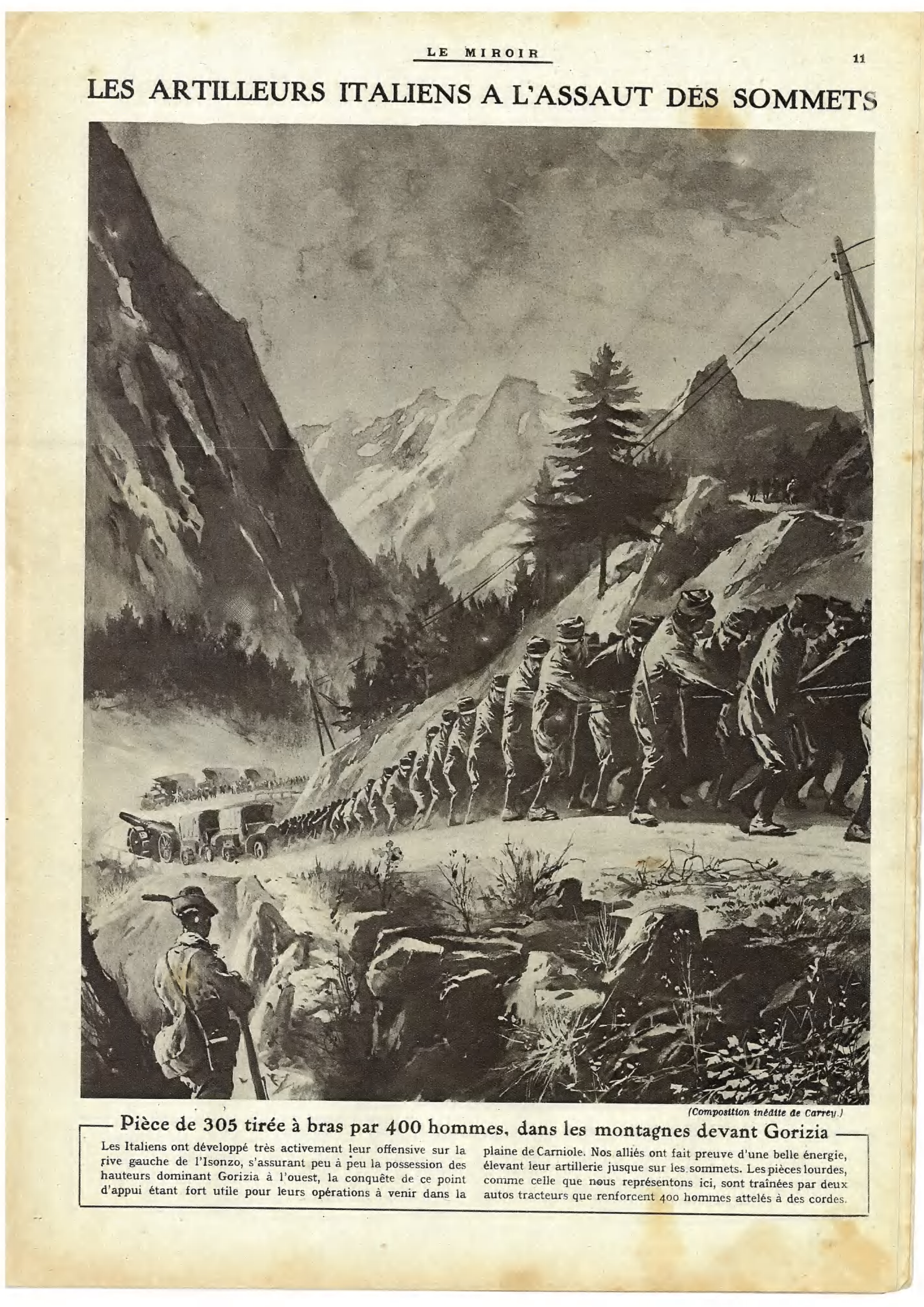
Illustration pour le no 89 du Miroir.

#### Le Petit Parisien
Carrey a fait notamment quelques couvertures pour celui-ci avant la Première Guerre mondiale dont une « Prime offerte gracieusement à ses lecteurs par Le Petit Parisien » trouvable dans le N°75 du Miroir.

#### Le Miroir
Selon G. Solo, il a grandement participé à l'illustration de guerre dans Le Miroir, surtout au début de la Première Guerre Mondiale. Ses illustrations figurant le plus souvent dans les parutions de 1914 et 1915.

### Ouvrages illustrés
- Wilfrid de Fonvielle, Falempin ou l'espion aérien, roman patriotique du siège de Paris, L.-Henry May & G. Mantoux, [1890].
- Charles Leser, Tous soldats : conscrits, soldats, réservistes, territoriaux, ill. avec Job et Michelet, Librairie d'éducation de la jeunesse, 1892.
- Georges Haurigot, Contes nègres. Souvenirs de la Guyane française, Librairie d'éducation de la jeunesse, [1893].
- Paris ignoré, dessins d'après Paul Strauss, avec J.-M. Vauzanges, Louis Le Rivérend, Notor, W. Tilly, Eugène Vavasseur, Ancienne Maison Quantin, [1893].
- Constant de Tours, Vingt Jours en Belgique, 200 dessins, May et Motteroz, Libr.-impr. réunies - Société française d'édition d'art, [1898].
- Octave Aubert, Les bottes de Valmy, ill. avec Louis Willaume, Librairie d'éducation de la jeunesse, [1900].
- L. Rogeron & L. Rochat, Souvenirs d'un prisonnier de guerre de 1870, Librairie d'éducation de la jeunesse, [1900].
- Paul Féval, La Fée des Grèves. Légende Bretonne, ill. avec L. Willaume, Limoges, Librairie du XXe siècle, 1910.
- Jules Perrin et Henri Lanos, « Un monde sur le monde », repris dans Nos loisirs, 1910-1911.
- Les beaux contes, série publiée en fascicule par Nos loisirs, illustrée avec Alfredo Vaccari, 1910-1911.
- Arthur Conan Doyle. Entre 1907 et 1924, Paul Carrey réalisa 25 illustrations pour six nouvelles de Conan Doyle, dans les magazines Nos loisirs et Excelsior Dimanche (plus tard renommé Le Dimanche illustré)[11],[12].
- Pierre Vernou (Louis Jules Chouard), La Merveilleuse Aventure de deux apprentis, Gravure et impression moderne, E. Hollebecq et Cie, 1922.